# Pete Worden

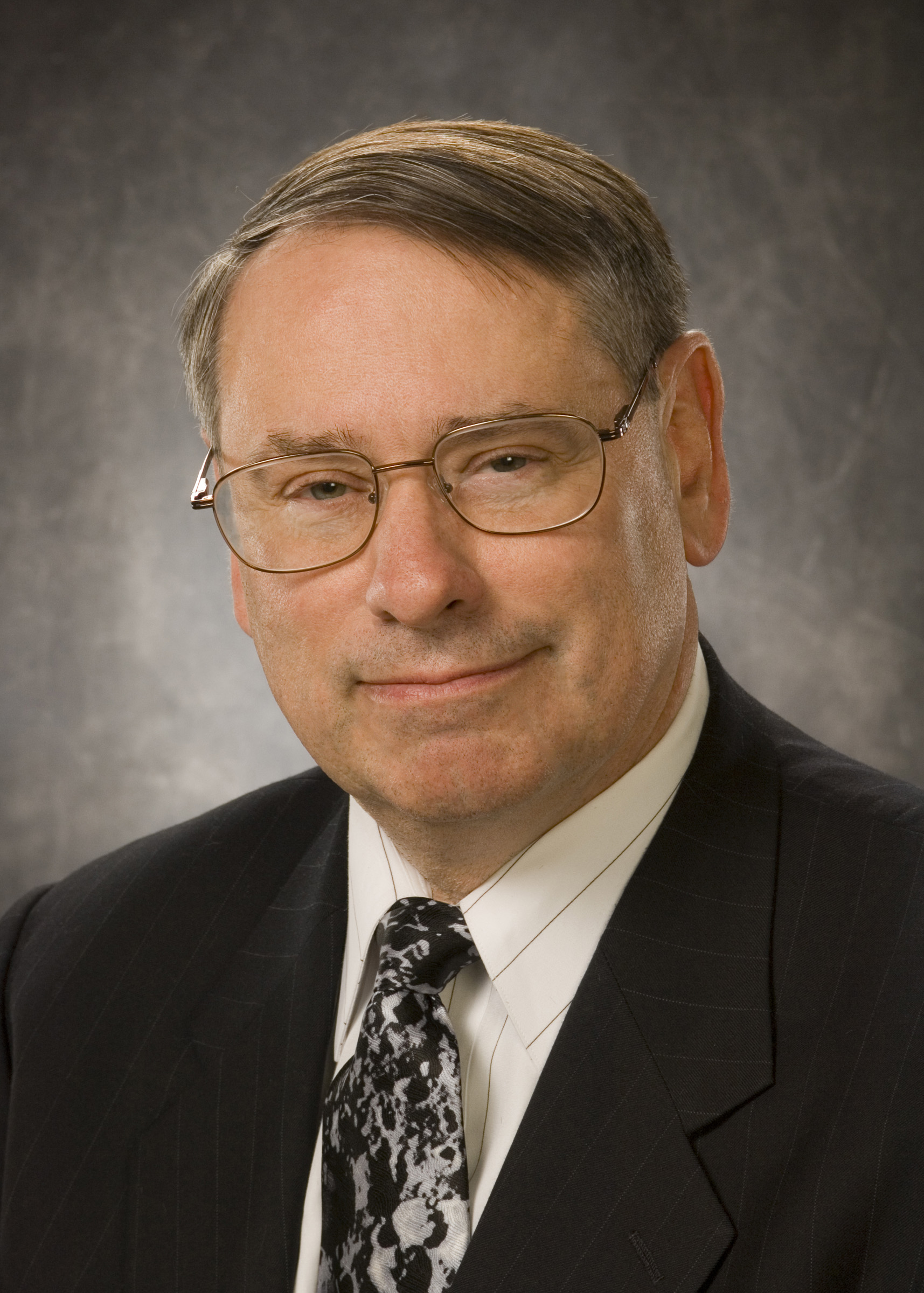
Das offizielle NASA-Porträt von Pete Worden

Pete Worden, eigentlich Simon Peter Worden, (* 1948) ist ein amerikanischer Astrophysiker und ehemaliger Brigadegeneral.
Pete Worden studierte Physik und Astronomie an der University of Michigan, Ann Arbor (B.A. 1971) und der University of Arizona, Tucson (Ph.D. 1975). Er trat 1971 in die United States Air Force ein, zuletzt hatte er den Rang eines Brigadegenerals.
Er diente u. a. als Berater der Defense Advanced Research Projects Agency (DARPA) 2004 beendete er seine Tätigkeit für die Air Force und war bis 2006 Research Professor of Astronomy an der University of Arizona, Tucson. Vom 4. Mai 2006 bis zum 31. März 2015 war er Leiter des Ames Research Center der NASA.
Seit Juli 2015 ist der Executive Director des privaten Projektes Breakthrough Starshot von Juri Milner. Dessen Ziel ist der Beweis, dass es möglich ist, Kleinstraumflugkörper mit Lichtsegeln mittels sehr starkem Laserlicht auf ein Fünftel der Lichtgeschwindigkeit zu beschleunigen und so zunächst Alpha Centauri, das zur Sonne nächstgelegene Sternsystem, zu erreichen, dort Daten zu ermitteln und zur Erde zurückzusenden.
Seit Mai 2016 ist Worden zudem Mitglied im Beirat der „Space-Resources“-Initiative der luxemburgischen Regierung, welche den Abbau universeller Rohstoffe zum Ziel hat.